# Canon EOS 40D
La Canon EOS 40D è una fotocamera reflex digitale (DSLR) semiprofessionale presentata dalla Canon il 20 agosto 2007. È il modello successivo alla Canon EOS 30D ed è seguito dalla Canon EOS 50D.

## Descrizione
La 40D è la naturale evoluzione della 30D, dalla quale eredita la struttura e le dimensioni.

## Differenze con la 30D
La 40D, in paragone alla 30D, è estesa in qualche funzione e affinata nel design.
Queste le modifiche più importanti:
- Sensore da 10 megapixel
- Raffica migliorata (ora 6,5 fps)
- Presenza della funzione di LiveView
- Il display LCD passa da 2,5" a 3", mantenendo la definizione di oltre 230 000 pixel.
- Il sistema autofocus passa a 9 punti tutti a croce contro il sistema della 30D con a croce solo il centrale